# Canjáyar
Canjáyar er en by og kommune i det sydøstlige Spanien i provinsen Almería. Den har et indbyggertal på 1.134 (2024) indbyggere.